# Leif Elggren
Leif Rune Kenneth Elggren, född 7 januari 1950 i Linköping, är en svensk konstnär.
Leif Elggren har varit aktiv som konceptuell konstnär sedan slutet av 1970-talet och arbetar bland annat med performance-, text-, ljud-, bild- och installationskonst. Han har givit ut ett antal egna böcker, bland annat på bokförlaget Fireworks Edition som han grundade 1982 tillsammans med kollegan Thomas Liljenberg. Han har även givit ut ett flertal skivor i sitt eget namn eller som medlem av diverse grupper på skivbolag som Ash International, Touch, Radium 226.05 och Firework Edition Records. Det senare driver han tillsammans med konstnären Kent Tankred. Tankred bildar också tillsammans med Elggren performancegruppen Guds söner.
Han arbetar ofta med återkommande temata som maktförhållanden och maktsymboler, andlighet, absurditeter och existentiella frågor om liv och död. Under 2000-talet har han vid ett flertal tillfällen även arbetat på teman om virus och smittsamma sjukdomar. Hans tillvägagångssätt omfattar ofta tidsmässigt långa, ibland mycket långsamma, eller dolda skeenden inte sällan ljudsatta med egna kompositioner. Hans installationer innehåller ikonografiskt material som kungakronor och emblem, möbler och ofta de båda färgerna svart och gult.
Tillsammans med Carl Michael von Hausswolff är han grundare av mikronationen Konungarikena Elgaland-Vargaland, där han, precis som Hausswolff, besitter titeln kung.
Han representeras av galleriet Belenius i Stockholm. Elggren är representerad vid bland annat Göteborgs konstmuseum, Kalmar Konstmuseum, Norrköpings konstmuseum  och Moderna Museet.

## Biografi
Leif Elggren växte upp i Linköping och var 1972 med om att starta tidskriften The Guru Papers tillsammans med Lauri Perälä och Jan Meiland. Som många i gruppen kring denna tidskrift flyttade han till Stockholm. Efter att tidskriften The Guru Papers lagts ned, startade han 1974-1975, tillsammans med Bruno K. Öijer, Per Erik Söder och Eric Fylkeson, konstnärsgruppen Vesuvius. Gruppen bestod av tre poeter, en bildkonstnär och ett antal musiker och tillsammans arrangerade de happenings, livepoesi och konserter, ofta ackompanjerade av projicerade diabilder. Gruppen startade också ett bokförlag med samma namn. 1976 genomförde gruppen en performancekväll på Moderna Museet då Elggren framförde sin performance Framförande I. Under samma period utbildade han sig vid konsthögskolan i Stockholm, under professor Nils G. Stenqvist, där han fokuserade på teckning, grafik, performance och boktryckeri. Elggren själv har i en text i tidskriften Biblis beskrivit hur han vid konsthögskolan började arbeta med en form av performances som han framförde för mindre grupper av vänner och kollegor, eller själv framför en videokamera. Dessa handlingar, som tog avstamp i hans egna figurativa teckningar, var ofta regisserade efter ett antal nedskrivna instruktioner som i efterhand, tillsammans med fotodokumentation, utgjorde grunden för små publikationer som han själv tryckte. Efter konsthögskolan köpte han tillsammans med ett antal kollegor en Korrex korrekturpress från 1965 och en Heidelberg tryckpress från 1936, en s.k. vinge, tillsammans med flera uppsättningar bly- och trätyper. På detta sätt kunde de trycka en mängd olika trycksaker. Vid mitten av 1970-talet bodde han i samma fastighet som konstnärskollegan Thomas Liljenberg. De båda kom att bilda gruppen Firework 1977, uppkallad efter en film av Kenneth Anger, och 1982 startade de båda det lilla bokförlaget Firework Edition.
År 1981 var han med och startade performancegruppen VAVD som också bestod av Peter Andersson, Hans Esselius och Carl Michael von Hausswolff. Efter att Esselius hoppat av anslöt sig istället Leif Isebring och Erik Pauser. Tillsammans med von Hausswoff och Pauser skulle han under 1980-talet göra ett flertal konstnärliga samarbeten.
År 1988 bildade han duon Guds Söner (The Sons of God) tillsammans med Kent Tankred. Duon excellerade i långa, gåtfulla performances som omfattade fysisk aktion eller stillhet tillsammans med ljud vilket antingen var inspelat eller framfört live. Deras teman omfattade ofta våld, kärlek, mat, det vardagliga och det kungliga.
Leif Elggren släppte sin första singel Cu 1982 och sin andra 1984 på göteborgsbolaget Radium 226.05. Sin första LP som soloartist, Flown Over by an Old King, gavs ut 1988. Grundandet av Firework Edition 1996 medgav Elggren att ge ut mer av sina egna kompositioner. Tillsammans med det ökade intresset för installationskonst bland kretsen av avantgardemusiker, på grund av kopplingarna till experimentell elektronisk musik, har detta inneburit att Elggrens arbete sedan slutet av 1990-talet har fått en större internationell exponering. Förutom de redan nämnda verken kan följande ses som nyckelverk i hans produktion: Talking to a Dead Queen (1996) och Pluralis Majestatis (2000).
År 2001 kuraterade Elggren, tillsammans med von Hausswolff, den Nordiska paviljongen på Venedigbiennalen.